# مايكل ماتريسياني
مايكل ماتريسياني (بالإنجليزية: Michael Matricciani)‏ (15 مارس 1986 بأديلايد في أستراليا - ) هو لاعب كرة قدم أسترالي في مركز الهجوم. لعب مع كاميبل تاون سيتي أفسي ونادي أديلايد يونايتد ونورث إيسترن ميترو ستارز ونادي شيراغ يونايتد كيرلا.

## وصلات خارجية
- مايكل ماتريسياني على موقع قاعدة بيانات كرة القدم.إي يو (الإنجليزية)